# Sipunculus rubens
Sipunculus rubens är en stjärnmaskart som beskrevs av Costa 1860. Sipunculus rubens ingår i släktet Sipunculus och familjen Sipunculidae. Inga underarter finns listade i Catalogue of Life.